# Préjugé (psychologie)
Pour l’article homonyme, voir Préjugé.
La notion de préjugé en psychologie se dégage de la signification habituelle attribuée à ce terme. Il correspond au terme anglais « prejudice », lequel est donc un faux-ami du français « préjudice ».
On relève trois définitions du préjugé : le préjugé en tant qu'affect négatif, le préjugé en tant qu'attitude, le préjugé en tant qu'émotion sociale. Celles-ci seront développées plus loin.
Le préjugé est un phénomène courant dans la vie quotidienne et peut avoir des conséquences pour les personnes qui les expriment ainsi que pour celles qui subissent leur expression. Cet article a pour but de mettre en lumière, avec une perspective psychologique, les tenants et aboutissants des préjugés.

## Définition

### Sens commun
Le dictionnaire Larousse définit le préjugé comme un jugement sur quelqu'un, quelque chose, qui est formé à l'avance selon certains critères personnels et qui oriente en bien ou en mal les dispositions d'esprit à l'égard de cette personne, de cette chose : avoir un préjugé contre quelqu'un. ou encore comme une opinion adoptée sans examen, souvent imposée par le milieu, l'éducation : Avoir les préjugés de sa caste.

### Définitions en psychologie
Il existe des divergences dans la manière de définir le préjugé.
D'abord, certains considèrent les préjugés comme des affects négatifs. Allport (1954) a défini le préjugé comme suit : une antipathie basée sur une généralisation rigide et erronée. Cela peut être ressenti ou exprimé. Cela peut être dirigé envers un groupe entier ou envers un individu parce qu'il est membre de ce groupe. Cette conception du préjugé correspond donc à un sentiment négatif à l'égard d'une personne basée sur une généralisation à propos du groupe d'appartenance de cette même personne.
Cette première définition du préjugé a été généralement délaissée au profit d'une définition plus complexe. En effet, elle négligeait de prendre en considération les préjugés qui ne visent ni un groupe ni un membre d'un groupe mais un individu en lui-même (« François ne fera jamais rien de bon »), un objet matériel, un lieu, une notion abstraite (« je n'aime pas les dimanches »), une idée (« l'héliocentrisme est une hérésie ») ou un projet (« les congés payés sont une utopie », etc.).
Le second courant définit les préjugés comme des attitudes  généralement négatives à l’égard des membres d’un exogroupe, ou outgroup en anglais (Azzi & Klein, 1998). La proposition : « Je n’aime pas les juifs » correspond à un préjugé, c’est-à-dire à une attitude (au sens psychologique du terme), ici négative, envers un groupe. Cependant, il existe aussi des préjugés positifs en faveur de l'endogroupe. Stangor, Sullivan & Ford ont ainsi montré que le meilleur prédicteur des préjugés n'était pas une forte attitude négative mais bien l'absence d'attitude positive envers l'autre groupe.
Cela dit, la plupart des recherches s'intéressent davantage aux préjugés à connotation négative. 
Beaucoup de chercheurs de ce courant, dont Dovidio et Gaertner (1986), attribuent trois composantes au préjugé comme à l'attitude: affective, cognitive et comportementale. Toutefois, la distinction entre ces trois composantes introduit généralement une confusion au niveau de l'analyse scientifique des phénomènes suivants: préjugés, stéréotypes et discrimination.
Le troisième courant définit le préjugé comme une émotion sociale. Les chercheurs de ce courant se sont basés sur les théories de l'appraisal, Emotion#Théories de l'évaluation cognitive et la théorie de l'auto-catégorisation de Turner. Cette dernière théorie soutient que les individus qui se sentent membres de catégories sociales et dans un contexte intergroupe, vont voir varier la saillance de ces catégorisations  en fonction de la nature de l'interaction. Par exemple, si deux individus de confession différente (Catholique et Bouddhiste par exemple) discutent ensemble, leur appartenance à un groupe religieux particulier pourrait devenir plus évidente. 
Les théories de l'appraisal mettent en évidence que l'évaluation cognitive est un ensemble de cognitions associées à une émotion spécifique. Dans une situation particulière, une émotion sera déclenchée par une évaluation cognitive des acteurs présents, de l'évènement, de leur pertinence et de leur valeur adaptative.
Nelson explique que, selon ce courant, la réaction envers un membre de l'exogroupe dépendra de trois éléments : 
1. la saillance des auto-catégories à ce moment-là,
2. le contexte de l'interaction (compétition, coopération,...)
3. le rôle facilitateur ou inhibiteur que le membre de l'exogroupe joue dans l'atteinte d'un objectif personnel ou de groupe dans la situation.

Les définitions des préjugés sont donc nombreuses. Il est important de souligner qu'en psychologie sociale, le préjugé existe uniquement lorsque l'affiliation à un groupe particulier est mise en cause. Les préjugés ne comprennent donc pas les attitudes (négatives) envers une personne pour une raison autre que son affiliation à un groupe.

## Stéréotypes, préjugés, discrimination
Habituellement, les psychologues sociaux s’accordent pour définir le stéréotype comme une croyance à propos des caractéristiques, attributs et comportements des membres d’un groupe (Hilton & von Hippel, 1996). « Les Espagnols sont chaleureux », « Les Noirs sont paresseux » constituent des stéréotypes.
Les préjugés, comme indiqué plus haut, ne sont pas des croyances mais bien des attitudes. « Je déteste les Belges » ou « J'aime les Polonais » en sont des exemples.
La discrimination correspond à « un comportement négatif à l'égard des membres d'un groupe » (Bédard,L., Déziel, J.& Lamarche, L., 2006, p139). La discrimination peut se présenter sous plusieurs formes mais il s'agit toujours d'un comportement injuste envers un individu parce qu'il appartient à un groupe spécifique. « J'ai déménagé parce qu'un musulman est venu habiter dans ma rue » correspond à un comportement discriminatoire.
Ainsi, l'expression d'un stéréotype est considérée par Azzi et Klein comme un comportement discriminatoire. D'une part, l'expression du stéréotype rend les catégories saillantes en distinguant les deux groupes. D'autre part, elle dessine une image négative de l'exogroupe tout en valorisant positivement l'endogroupe.

## Histoire de l'étude des préjugés
Duckitt (1992) divise l'histoire de l'étude des préjugés en sept périodes distinctes. Il précise cependant que cette classification reflète les grandes tendances tout en effectuant des simplifications.
Jusqu'en 1920, les différences intergroupes les plus problématiques étaient considérées comme découlant de la race. L'idée de l'infériorité d'une race était, à cette époque-là, très courante dans la pensée scientifique. La supériorité raciale des Blancs envers les Noirs par exemple, semblait alors tout à fait naturelle. La recherche scientifique s'intéressait donc aux caractéristiques des groupes raciaux dominés (comportement sexuel, capacités intellectuelles,...) pour expliquer cette relation de domination (Haller, 1971).
Dans les années 1920-1930, à la suite de la remise en question de la légitimité de la domination des Blancs, la position des chercheurs à l'égard des préjugés va se modifier. Les préjugés sont pensés comme injustifiés, irrationnels et découlant d'une attitude intergroupe négative erronée. Les chercheurs tentent alors d'expliquer la stigmatisation des minorités.
Entre 1930 et 1950, les préjugés sont vus comme des mécanismes défensifs inconscients. Les chercheurs vont, à ce moment-là, tenter d'identifier les processus psychologiques universaux qui sous-tendent les préjugés. Les thématiques traitées sont, par exemple, les frustrations, les projections, les boucs émissaires, le déplacement de l'hostilité...
Dans les années 1950, au lendemain de la Seconde Guerre mondiale, certains chercheurs vont tenter d'expliquer les évènements à l'aide de concepts tels que les idéologies anti-démocratiques et la personnalité pathologique. 
Dans leur ouvrage, Dovidio, Hewstone, Glick &  Esses (2010) mettent en évidence un premier grand courant. Celui-ci soutient que les préjugés sont liés à la personnalité de chaque individu. Ce courant a fort été influencé par la théorie psycho-dynamique de Freud. Selon lui, les biais et l'hostilité intergroupes viennent d'une accumulation d'énergie psychique causée par des frustrations et de la culpabilité. Celles-ci sont, elles-mêmes, issues des interdits posés par la société en matière de comportements sexuels et d'agression. 
Selon la théorie de Freud, l'expression de préjugés aurait ainsi une fonction cathartique (cfr catharsis) dans le contrôle de la libération d'énergie. Elle permettrait à l'individu de revenir à un état d'équilibre.
Le travail psychanalytique le plus influent de ce courant est celui d'Adorno, Frenkel-Brunswick, Levinson & Stanford avec la personnalité autoritaire. Dans leurs recherches, ils ont mis en évidence différents types de personnalité  qui différencierait les personnes ayant des préjugés de celles qui sont plus tolérantes. Selon cette équipe de chercheurs, l'individu à la personnalité autoritaire, exprimerait davantage de préjugés car il présente une certaine rigidité, une faible capacité de raisonnement abstrait et utilise facilement des surgénéralisations.
Plus tard, Altemeyer, parlera de Right-Wing Authoritarianism (RWA). Il articulera la personnalité et l'idéologie. La vision du monde permettrait ainsi de prédire les attitudes négatives envers des groupes et plus particulièrement, ceux qui sont exclus par la société.
En 1960, on constate qu'au sud des États-Unis, le racisme envers les afro-américains n'est pas un problème de personnalité. Il est tellement courant qu'il ne peut être qu'institutionnalisé (Pettigrew). Les chercheurs vont alors commencer à parler de préjugés normatifs. C'est parce que l'individu est socialisé aux préjugés qu'il en exprime.
Dans les années 1970, les préjugés seront considérés comme une expression des intérêts du groupe. Un peu plus tôt, des chercheurs comme Campbell (1965), Sherif & ses collaborateurs (1961) ont développé la théorie du conflit réaliste. Elle montre que, dans une situation de compétition intergroupe pour des ressources, le niveau de préjugés augmente. La question scientifique traitera, au cours de cette décennie, des origines des préjugés dans la structure sociale et les relations intergroupes. (Duckitt, 1992). L'expression des préjugés sera ainsi associée aux structures sociales inégalitaires.
Depuis les années 1980, différents courants se sont développés dans une perspective plus cognitive. Ce sont les débuts de la cognition sociale.
Un premier courant distingue les préjugés subtils des préjugés flagrants. Pettigrew et Meertens (1995) ont élaboré un questionnaire différenciant ces deux types de préjugés. Il est encore très utilisé.
Un autre courant s'intéresse plus particulièrement aux processus implicites et automatiques,,) des préjugés.
Un autre courant porte son attention sur les processus cognitifs, motivationnels universels des préjugés. Ici, les chercheurs s'intéressent notamment à la catégorisation), l'identification sociale et la menace perçue. 
Par exemple, selon Tajfel & Turner, les biais sociaux reflètent l'importance de l'appartenance à un groupe et les tentatives des individus pour comprendre pourquoi le monde social empiète sur leur groupe. La catégorisation permet de gommer les différences à l'intérieur du groupe et de surligner les différences entre les groupes.
L'étude des préjugés a donc évolué en un siècle. Les recherches qui traitent de ce sujet sont nombreuses.

## Origine des préjugés
Les causes des préjugés sont multiples.
Tout d'abord, au cours de l'histoire, les relations intergroupes ont souvent eu lieu sous le sceau d'une relation de domination (exemple : la domination des Blancs sur les Noirs (en Afrique et en Amérique)). Cette dernière est à l'origine des préjugés selon Allport (1958). Dans cette situation, la soumission d'un groupe est justifiée par le groupe dominant par la soi-disant incapacité du groupe dominé à s'autogérer. Des caractéristiques négatives du groupe dominé comme une faible intelligence, la paresse, la pauvreté, et des qualités intrinsèques du groupe dominant comme la bienveillance sont soulignées afin de participer à ce mythe de légitimation.
Deuxièmement, le contexte socioculturel contribue également au développement de préjugés. Sherif et coll. (1961) ont réalisé une étude sur des groupes d'enfants en colonie de vacances. À leur arrivée, les enfants se sont liés d'amitié. Les chercheurs les ont ensuite divisé en deux groupes en veillant bien à séparer les amis. Après, les deux groupes d'enfants ont été placés dans des situations de compétition. Très vite, les chercheurs ont constaté une identification des enfants à leur groupe d'appartenance ainsi qu'un rejet des membres de l'autre groupe. Cela a donné naissance à la théorie du conflit de groupe réaliste. Celle-ci postule qu'un contexte de compétition intergroupe pour les ressources peut être à l'origine des préjugés.
Troisièmement, partant de l'idée que les préjugés sont des attitudes, les chercheurs considèrent qu'ils sont acquis. Ce processus d'acquisition a soit lieu au contact direct avec les personnes d'un autre groupe soit par une expérience indirecte, la socialisation. Selon la théorie de l'apprentissage social, les préjugés seraient appris par les enfants via la référence à leurs modèles (le comportement des parents par exemple).  Aboud (1988) a montré que l'acquisition des préjugés commence très tôt dans l'enfance, vers 3 ans. 
L'acquisition des préjugés est également fortement influencée par les médias comme l'a notamment montré Entman (1994). En regardant certains dessins animés, en lisant certaines histoires, on peut souvent voir que c'est la mère qui est à la maison avec ses enfants, qui leur prépare à manger, le jeune garçon qui protège la jeune fille. Cela reflète en réalité certaines normes sociales qui peuvent ainsi être acquises.
Quatrièmement, l'influence sociale peut mener les individus à commettre des actes ou à dire des choses dont ils ne se seraient pas crus capables. Il est difficile de se révolter face à la pression sociale d'un groupe. Cela peut donc engendrer la soumission publique des individus aux idées du groupe. Il est important de noter que la soumission publique peut, petit à petit, se transformer en soumission réelle et intériorisée. (Bédard et coll, 2006) Par exemple, une personne catholique qui entend des catholiques se moquer des autres confessions, pourrait ne pas se manifester contre le groupe pour ne pas être seule contre tous. Petit à petit, elle pourrait finir elle aussi par adopter ces propos qui la choquaient.
Cinquièmement, Adorno et coll. (1950 in Bédard et coll, 2006) ont dressé le profil type de la personnalité autoritaire. Celle-ci rend plus probable de recourir à l'utilisation de préjugés. Les caractéristiques de cette personnalité sont principalement la soumission à l'autorité, la peur du changement, l'ethnocentrisme et la rigidité intellectuelle. La personnalité pourrait ainsi être, elle aussi, à l'origine des préjugés.
Sixièmement, la perception joue elle aussi un rôle dans l'utilisation des préjugés.  La catégorisation permet de percevoir les individus en tant que membres de groupes/catégories plutôt que de les considérer dans leur individualité.  Ce processus sert à simplifier la réalité et réduire le traitement cognitif de l'information. 
Bien entendu, un individu peut appartenir à plusieurs catégories simultanément. Par exemple, la personne peut être un Blanc (vs Noir) et un homme (vs femme). 
Weber et Crocker ont mis en évidence trois solutions adoptées si un individu se démarque du stéréotype groupal. 
1. La première solution est une modification du stéréotype au fil des rencontres avec d'autres individus qui infirment le stéréotype.
2. La seconde solution est un changement radical du stéréotype.
3. La dernière solution est la création de sous-catégories.

Au niveau de la perception, nous pouvons observer deux autres phénomènes qui contribuent à l'utilisation des préjugés: le favoritisme envers l'endogroupe et le biais d'homogénéité de l'exogroupe.
- Le favoritisme envers l'endogroupe :

L'expérience de Sherif et coll. (1961) a montré une forte identification dans une situation de compétition. Tajfel et son équipe (1971) ont repris cette idée et ont mis en place un dispositif reprenant des groupes dans leur plus simple expression. On retrouvait par exemple le groupe des « Verts » et le groupe des « Bleu ». Les interactions entre les deux groupes étaient réduites au minimum. Pourtant les chercheurs ont remarqué que les individus s'identifiaient de plus en plus à leur groupe d'appartenance. Ils ont aussi constaté que les individus avaient développé des stéréotypes et préjugés à l'égard de l'exogroupe. Tajfel et Turner (1986) ont développé une théorie de l'identité sociale selon laquelle chaque individu a besoin d'être fier de ses réussites (afin d'alimenter l'estime de soi) ou de celles de son propre groupe. Ce besoin d'estime de soi sera comblé soit en favorisant l'endogroupe, la solution la plus courante, soit en dévalorisant l'autre groupe. Par exemple : « J'appartiens au groupe des « Verts » et franchement, après avoir vu les aptitudes physiques du groupe « Bleu », je dois dire qu'ils sont vraiment moins bons que nous. »
- Le biais d'homogénéité de l'exogroupe :

La catégorisation, comme indiqué plus haut, permet de diviser notre environnement en groupes et sous groupes et par là, de simplifier la réalité. Le biais d'homogénéité de l'exogroupe est un phénomène qui consiste à réduire au minimum les différences entre les individus à l'intérieur de l'outgroup. Cette homogénéisation n'existe que pour l'exogroupe. À l'intérieur de son propre groupe, l'individu est tout à fait capable de différencier les membres. Par exemple, un Blanc pourrait se dire que les Chinois sont tous pareils car il ne parvient pas à les distinguer physiquement. Or, les Chinois ne sont pas tous les mêmes. Et tous les Chinois et tous les Blancs sont capables de se reconnaître entre eux. Cela est probablement lié à la fréquence des contacts. Jones, Wood et Quattrone (1981) ont montré que plus un Blanc passe du temps avec des Chinois, plus il découvre les caractéristiques permettant de les distinguer les uns des autres.

## Types de préjugés
De nombreux chercheurs se sont penchés sur la question des préjugés. Ils ont mis en évidence différents types de préjugés.

### Racisme
- Racisme traditionnel

Tout d'abord, Katz et Braly ont mis en évidence le racisme traditionnel. Le racisme traditionnel est défini par Bédard (2006) comme un type de racisme flagrant qui se manifeste par exemple à travers la ségrégation fondée sur la couleur de peau. Ce racisme permet de maintenir une distance sociale. 
- Racisme moderne

Le racisme moderne, pour sa part, est apparu plus tard, après que certaines normes et lois ont changé aux États-Unis. Il correspond à une forme subtile de racisme manifesté indirectement et basé sur des raisons socialement acceptables. McConahay, a mis en évidence, dans une étude sur les relations entre Noirs et Blancs aux États-Unis, que les Blancs doivent jongler avec leur ambivalence. En effet, ils éprouvent des sentiments négatifs envers les Noirs et, dans le même temps, ils croient que les préjugés et la discrimination sont des phénomènes mauvais. Le racisme moderne leur apparaît comme un compromis. Il permet d'exprimer ouvertement son désir d'égalité et à la fois de se positionner contre les traitements spéciaux envers les groupes minoritaires.  
- Racisme symbolique

Kinder et Sears ont mis en évidence une forme de racisme subtil fort proche du racisme moderne: le racisme symbolique. Selon eux, le raciste symbolique ne désire pas que le statu quo racial change au niveau social, politique et économique. Dans ce cas de racisme, l'individu se sent menacé non pas dans son intérêt personnel mais au niveau des valeurs sociétales. Ainsi, attribuer un traitement de faveur aux Afro-américains reviendrait à transgresser les valeurs traditionnelles américaines. Celles-ci prônent par exemple la persévérance, le travail, la débrouillardise pour atteindre un objectif. Faciliter l'atteinte de cet objectif à une partie de la population correspondrait, selon cette logique, à une transgression des valeurs.
- Racisme d'aversion

Le racisme d'aversion est défini par Gaertner et Dovidio comme un soutien aux mesures qui visent à rétablir l'égalité entre les groupes tout en préservant un sentiment négatif à l'égard des autres groupes. Exemple : « Je suis tout à fait pour que les femmes qui portent le voile aient le même droit d'accès au travail que les autres femmes. Cela dit, je n'aime pas ces femmes-là. »

### Âgisme
L'Âgisme a été découvert par Butler. Ce terme fait référence aux stéréotypes, préjugés et à la discrimination basés sur l'âge. Généralement, ce sont les personnes âgées qui en sont la cible. Par exemple, il n'est pas rare d'entendre que « les vieux sont dépassés par la technologie ».

### Sexisme
Le sexisme correspond aux préjugés et aux comportements discriminatoires dont l'origine est le sexe de la personne. Les préjugés sexistes peuvent concerner les hommes mais ciblent généralement les femmes. 
Il existe trois formes de sexisme selon Glick et Fiske (1996). 
- Le sexisme hostile s'apparente à de l'agressivité envers les femmes. Celles-ci sont, ici, perçues comme accaparant le pouvoir des hommes, s'indignant trop facilement et n'étant pas assez reconnaissantes de ce que les hommes accomplissent pour elles[8].
- Le sexisme bienveillant correspond à un comportement positif envers les femmes qui endossent leurs rôles traditionnels. Lorsqu'elles se conforment à la norme, elles peuvent bénéficier de l'affection et de la protection des hommes[8].
- Finalement, on trouve également le sexisme ambivalent. Celui-ci jongle avec les deux formes de sexisme précédentes[8].

Deux autres formes de sexisme ont été mises au jour par Swim et ses collaborateurs (1995). 
- Le sexisme traditionnel correspond à l'adoption de croyances traditionnelles relatives aux rôles des femmes. Cela engendre une volonté de traitement différent pour les hommes et pour les femmes. Par exemple : « Ce serait bien de permettre aux femmes d'avoir des horaires de travail plus légers afin qu'elles puissent aller chercher les enfants à l'école et s'occuper d'eux ».
- Le sexisme moderne correspond au déni d'une discrimination à l'égard des femmes dans la société. Cela signifie que les individus qui le ressentent ne soutiendront pas les politiques pour aider les femmes. Exemple : « Les hommes et les femmes ne sont pas traités différemment dans le domaine du travail, donc je ne vois pas pourquoi je serais pour une politique qui favoriserait les droits de la femme au travail. »

Enfin, Tougas, Brown, Beaton et Joly (1995) ont appelé « néosexisme » le phénomène selon lequel les individus éprouvent un conflit entre leurs valeurs égalitaires et des sentiments négatifs persistants envers l'autre sexe. Un exemple de néosexisme : « Il est normal que les hommes et les femmes aient un statut égal dans la société, mais il faut reconnaitre qu'une femme au pouvoir est quand même moins capable, prendra des décisions plus émotionnelles qu'un homme ».

## Mesure des préjugés
Les mesures de préjugés sont nombreuses. On peut d'abord distinguer les mesures explicites des mesures implicites.
Il existe différentes manières de prendre des mesures explicites
D'abord, il y a les mesures d'évaluation globale comme le thermomètre du ressenti ou encore les mesures de distance sociale (Social Distance Measures, Bogardus, 1933 in Dovidio, Hewstone, Glick & Esses, 2010). Dans ce dernier cas, Bogardus propose sept situations décrivant des formes de contact avec le groupe cible et fait varier le niveau d'intimité. Les participants doivent alors indiquer leur niveau de tolérance vis-à-vis de ces situations.
Ensuite, il y a toutes les mesures de contenu. Celles-ci mettent en évidence non plus une évaluation globale mais bien les croyances des individus à propos d'un groupe particulier et son rôle dans la société. 
On retrouve entre autres les échelles suivantes :
- Modern Racism Scale (McConahay, Hardee, & Batts, 1981)[29]
- Pro- and Anti-Black Attitude Scales (Katz & Hass, 1988)[10]
- Social Dominance Orientation Scale (Pratto, Sidanius & Stallworth, 1994)[10]
- The blatant and subtle prejudice scales (Pettigrew & Meertens, 1995)[14]
- Racial Argument Scale (Saucier & Miller, 2003)[30]

Les mesures explicites présupposent que les participants connaissent leurs attitudes et sont capables de les rapporter. Par contre, les mesures implicites ont pour objectif de mesurer les préjugés même si les participants ne veulent pas ou ne sont pas capables de les exprimer. 
On retrouve notamment les mesures suivantes :
- Les mesures de temps de réponse
  - Evaluative Priming (Fazio, Jackson, Dunton, et al., 1995, in Dovidio, Hewstone, Glick & Esses, 2010)[10]. Ce test mesure la rapidité avec laquelle les individus classent, après un amorçage, des objets sur la base de leur connotation évaluative.
  - Implicit Association Test (IAT) (Greenwald, McGhee & Schwartz, 1998 in Dovidio, Hewstone, Glick, & Esses, 2010)[10]. Ce test mesure la force d'association automatique entre un objet et les représentations mentales d'un individu. Pour plus d'informations, veuillez consulter la page anglophone: Implicit Association Test
- Les mesures physiologiques[10]
  - EMG ou electromyography
  - Mesures de l'activité cérébrale

Les mesures citées plus haut ne constituent en aucun cas une liste exhaustive. Beaucoup de chercheurs ont étudié les préjugés, il existe donc un ensemble assez important et varié de mesures.

## Conséquences des préjugés
Les conséquences des préjugés sont nombreuses et se situent aussi bien au niveau personnel, qu'interpersonnel et intergroupe. Nous tenterons ici d'en évoquer quelques-unes.
Tout d'abord, la stigmatisation sociale. Ce concept a été apporté par Goffman et correspond à la mise en évidence des caractéristiques inhabituelles qui suscitent des évaluations négatives. Le stigmate est un phénomène qui réduit notre évaluation d'une personne à un ou plusieurs traits négatifs considérés comme déviants ou indésirables. Selon Goffman, les stigmates peuvent concerner trois domaines: le physique (le corps et ses malformations), les caractéristiques individuelles (être alcoolique par exemple), et les stigmates liés à la race, la religion et la nation.
Une seconde conséquence se situe au niveau de l'identification à l'endogroupe. En effet, Janis a montré que les membres d'un groupe stéréotypé percevant une menace venant de l'extérieur auront davantage tendance à s'identifier à leur groupe. Des chercheurs l'ont confirmé dans des études sur les Afro-américains, les femmes et les Juifs. Doosje et Ellemers (1997) ont mis en exergue que les individus fort identifiés à leur groupe auront tendance à s'associer à leur groupe même si son image est négative. A contrario, les individus peu identifiés à leur groupe auront tendance à s'en dissocier surtout si son image est négative. Ces derniers chercheront donc à s'associer à un groupe qui leur fournira une identité sociale positive.
Une autre conséquence des préjugés est la menace du stéréotype. Ce phénomène a été développé par Steele et Aronson en 1995 (Menace du stéréotype). Il se produit de la sorte: lorsqu'un individu, appartenant à un groupe stéréotypé négativement, est mis dans une situation d'évaluation de ses compétences et où son appartenance est rendue saillante, il développera la peur d'agir conformément au stéréotype. Et paradoxalement, cette peur va l'empêcher d'agir de manière contre-stéréotypique. Nosek, Banaji, Greewald (2002), Schamder (2001), Pronin, Steele et Ross (2004) ont découvert que la menace du stéréotype a un effet plus intense chez les individus qui s'identifient fortement à leur groupe stéréotypé. Par exemple, avant un test de mathématique, on met en évidence qu'il y a des étudiants asiatiques, réputés pour être doués dans cette matière, et des étudiants européens n'ayant pas une réputation particulièrement positive dans ce domaine. Les étudiants européens risquent de ressentir une pression plus importante et ressentiront davantage le besoin de prouver qu'ils sont capables, eux aussi. Malheureusement pour eux, cette angoisse d'infériorité les bloquera et entravera très probablement leurs capacités durant le test.
Intuitivement, nous pourrions nous dire que le préjugé a un impact négatif sur l'estime de soi. En réalité, les études montrent des résultats mitigés à ce sujet. Par exemple, chez les Afro-américains, l'estime de soi ne serait pas diminuée par les préjugés à leur égard (Gray-Little & Hafdahl, 2000). Par contre, dans d'autres groupes minoritaires, on peut observer une baisse de l'estime de soi liée aux préjugés. Crocker, Cornwell & Major (1998) ont proposé que ça pourrait être dû à la contrôlabilité du stigmate. Par exemple, s'il est possible de modifier le préjugé à l'égard du groupe mais que ce changement n'a pas lieu, les individus auront une estime de soi plus faible. Par contre, si la situation ne peut pas être envisagée autrement, si c'est incontrôlable, l'estime de soi sera moins voire pas du tout affectée par les préjugés. Les conséquences sur l'estime de soi dépendent donc de la perception de la situation.
Différentes stratégies sont mises en place pour maintenir une estime de soi positive. Parmi elles, on retrouve notamment le déni de discrimination et la prophétie autoréalisatrice. 
- le déni de discrimination :

Abeles (1976), Crosby (1984), Hodson et Esses (2002) ont montré que certains individus nient l'existence de comportements discriminatoires à leur égard cependant, ils s'accordent pour dire qu'il existe de la discrimination envers leur groupe. Ils reconnaissent donc la discrimination tout en ne se sentant pas personnellement concerné par celle-ci, cela n'affecte donc pas leur estime de soi. Une femme affirmera par exemple que, dans notre société, les femmes ont généralement un salaire moins élevé que les hommes. Lorsqu'on lui demandera si cette situation est aussi valable pour elle, elle répondra par la négative. 
- La prophétie autoréalisatrice :

La prophétie autoréalisatrice a été mise en lumière par Rosenthal et Jacobson. Dans ce cas, les individus adoptent des comportements conformes aux attentes d'autres individus à leur égard, ce qui augmente ainsi les chances que les attentes se réalisent. Taylor, Pepleau et Sears (1994) ont décrit ce processus en cinq étapes : 
1. A acquiert un préjugé envers B. Exemple: Un professeur se dit que les filles sont mauvaises en mathématiques et cela va le ralentir dans son enseignement.
2. A agit en fonction de ses attentes, de ses préjugés à l'égard de B. Exemple: Le professeur va ralentir sa manière d'enseigner pour que les filles comprennent.
3. B modifie son comportement pour correspondre aux attentes de A. Exemple: Les filles vont prendre le temps de comprendre ce que le professeur explique.
4. A se voit conforté dans son préjugé relatif au comportement de B. Exemple: Le professeur se dira qu'effectivement, les filles mettent plus de temps à comprendre les mathématiques.
5. B finit par intégrer le préjugé de A en le considérant comme reflétant objectivement la réalité. Exemple: Les filles vont finir par penser qu'elles sont réellement mauvaises en mathématique vu le temps que ça leur met de comprendre.

Il est important de remarquer que ces auteurs utilisent la notion de préjugé sans mettre en évidence la dimension affective du termes. Il l'apparente donc plutôt à un stéréotype. Cela souligne ce qui a été indiqué précédemment: les chercheurs qui travaillent sur les préjugés s'intéressent généralement aussi aux stéréotypes et à la discrimination. Cela engendre parfois de la confusion dans les recherches.
Finalement, les préjugés ont des conséquences au niveau des relations intergroupes.
Lorsque des membres de groupe majoritaire et minoritaire doivent interagir, il n'est pas rare qu'ils éprouvent une certaine anxiété relative au déroulement de l'interaction (Fiske, 1998, Stephan & Stephan, 1985). Celle-ci affectera sans doute les comportements des interlocuteurs.
Ensuite, la perception que les membres de l'autre groupe peuvent comprendre le monde avec une autre perspective que celle de notre propre groupe influence également le cours de l'interaction.
Sigelman et Tuch (1997) ont développé l'idée de métastéréotype afin d'évoquer un facteur qui pourrait être lié à l'expérience des préjugés. Le métastéréotype correspond aux croyances qu'un individu peut avoir sur les stéréotypes que les membres de l'exogroupe ont à son égard. Cela correspond à la question suivante : « Selon les Blancs, que croient les Noirs à leur propos ? ». Les chercheurs ont supposé que, si les membres du groupe minoritaire avaient une expérience commune de leur stigmatisation, il était fort probable que les membres du groupe majoritaire aient également une vision commune de la perception que le groupe minoritaire a à son égard.
Tout cela nous amène donc à penser que l'expérience et l'utilisation de préjugé n'est pas sans conséquence aussi bien au niveau de l'individu qu'au niveau interpersonnel et groupal.

## Réduction des préjugés
Afin de réduire les problèmes liés aux stéréotypes, aux préjugés et à la discrimination, des chercheurs ont proposé différentes théories, pratiques.

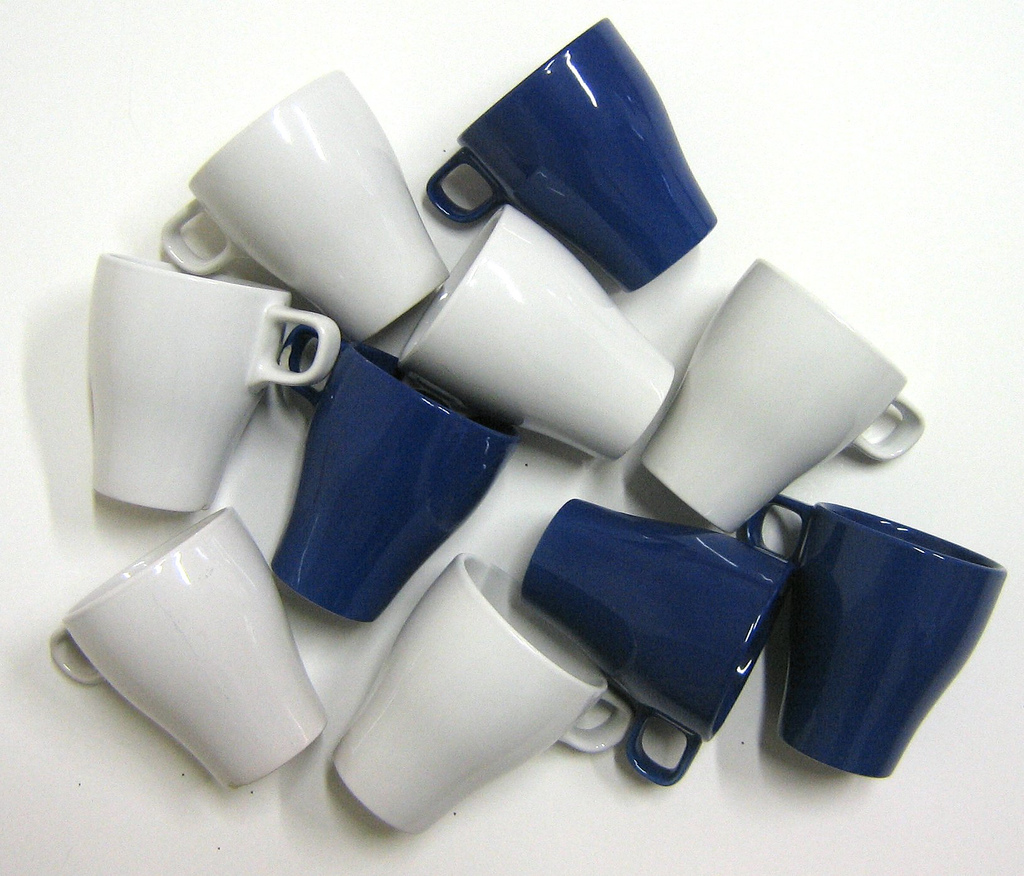

En 1947, Williams décrit l'hypothèse du contact selon laquelle l'augmentation de contact avec d'autres groupes va augmenter les évaluations positives et diminuer les préjugés et les stéréotypes à l'égard des exogroupes. En 1954, Allport va plus largement développer cette hypothèse.
Sherif et al. (1961) vont proposer, à la suite de leur étude dans un camp de vacances, qu'une solution pour diminuer les préjugés est de vouloir atteindre un but commun, supraordonné. Pour y parvenir, les individus vont devoir utiliser des processus de décatégorisation puis de recatégorisation afin d'arriver à un modèle d'identité commune (Anastasio, Bachman, Gaertner & Dovidio, 1997). "Je n'appartiens pas au groupe bleu et eux, au groupe vert, nous appartenons au groupe des couleurs" pourrait être un exemple de ce processus.
Une autre tentative est le « jigsaw system » (démarche du puzzle). Ce système a été testé dans des classes et nécessite de supprimer toute compétition individuelle. Les élèves étaient ainsi invités à coopérer afin que la classe atteigne un résultat particulier. Petit à petit, l'interdépendance entre les élèves va diminuer le besoin de compétition.
D'autres chercheurs se sont intéressés à la question de l'éducation et de l'empathie. Il est bien connu que la peur de l'inconnu est à l'origine de problèmes intergroupes. Selon ces chercheurs, il est donc nécessaire d'informer sur les autres groupes, cela permet de mieux comprendre l'autre et d'augmenter l'empathie. Cela peut aussi se faire en utilisant  certains jeunes comme modèles de tolérance. Pour cela, le jeune choisi doit avoir un niveau de préjugés faible.
En 1997, Jones propose aussi la « color blind approach ». Elle consiste à ne pas considérer les membres de l'exogroupe comme tels mais de se les imaginer comme appartenant à un groupe supraordonné comme les "humains".
L'influence normative est encore une autre piste pour réduire les préjugés. Des études ont montré que lorsque la norme sociale saillante se présente contre les préjugés, le recours aux préjugés et à la discrimination diminue (Dovidio et Gaertner, 1983 Gaertner et Dovidio, 1986 et Blanchard, Lilly & Vaughn, 1991). L'idée est ici qu'en changeant les lois, les normes changeront et cela modifiera les comportements. Par exemple, une loi qui interdirait la discrimination à l'embauche permettrait, à moyen ou long terme, aux individus discriminés d'être engagés et le niveau de préjugés à leur égard diminuerait.
Le phénomène des préjugés présente de nombreuses facettes, c'est pourquoi on peut retrouver une multitude de tentatives à différents niveaux (personnel, interpersonnel, groupal, sociétal) pour réduire les préjugés. Cela dit, il est important de souligner que les solutions proposées plus haut ont bien entendu été critiquées. Il est difficile de concevoir une réponse unique à un phénomène aussi complexe.